# Araneus agastus
Araneus agastus är en spindelart som beskrevs av William Joseph Rainbow 1916. Araneus agastus ingår i släktet Araneus och familjen hjulspindlar.
Artens utbredningsområde är Queensland. Inga underarter finns listade i Catalogue of Life.